# 2024年世界中學生運動會中華台北代表團
2024年世界中學生運動會中華台北代表團是中華民國（台灣）以“中華台北”名義，參與在巴林麥納瑪舉行的2024年世界中學生運動會。本屆共參加19個項目，總計選手119位，教練38位，最終獲得35金21銀23銅，總共79面獎牌，此屆不論金牌數量及總獎牌數都創下歷史新高紀錄。

## 獎牌統計

### 獎牌項目
| 項目     | 金牌 | 銀牌 | 銅牌 | 總數 |
| -------- | ---- | ---- | ---- | ---- |
| 跆拳道   | 7    | 1    | 4    | 12   |
| 射箭     | 5    | 2    | 2    | 9    |
| 游泳     | 4    | 6    | 7    | 17   |
| 田徑     | 3    | 3    | 0    | 6    |
| 網球     | 3    | 2    | 0    | 5    |
| 羽球     | 3    | 0    | 2    | 5    |
| 拳擊     | 3    | 1    | 0    | 4    |
| 桌球     | 2    | 2    | 2    | 6    |
| 擊劍     | 2    | 0    | 0    | 2    |
| 柔道     | 1    | 1    | 0    | 2    |
| 空手道   | 1    | 0    | 2    | 3    |
| 角力     | 1    | 0    | 1    | 2    |
| 霹靂舞   | 0    | 1    | 2    | 3    |
| 競技體操 | 0    | 1    | 0    | 1    |
| 帕拉羽球 | 0    | 1    | 0    | 1    |
| 帕拉游泳 | 0    | 0    | 1    | 1    |

### 獎牌得主
| 獎牌 | 運動員                                                  | 運動     | 項目                                |
| ---- | ------------------------------------------------------- | -------- | ----------------------------------- |
| 金牌 | 黃鑫 詹豪傑 徐晧哲                                      | 射箭     | U18反曲弓-男子團體                  |
| 金牌 | 許芯慈 陳以錡 江育彤                                    | 射箭     | U18反曲弓-女子團體                  |
| 金牌 | 徐皓哲                                                  | 射箭     | U18反曲弓-男子個人                  |
| 金牌 | 許芯慈                                                  | 射箭     | U18反曲弓-女子個人                  |
| 金牌 | 黃鑫 許芯慈                                             | 射箭     | U18反曲弓-混合雙人                  |
| 金牌 | 吳育廷                                                  | 田徑     | 男子110公尺跨欄                     |
| 金牌 | 江靜緣                                                  | 田徑     | 女子鉛球（3kg）                     |
| 金牌 | 江靜緣                                                  | 田徑     | 女子鐵餅                            |
| 金牌 | 吳亮昀                                                  | 游泳     | 男子50公尺仰式                      |
| 金牌 | 張喬禕                                                  | 游泳     | 男子200公尺蛙式                     |
| 金牌 | 李佳勳                                                  | 游泳     | 女子200公尺蛙式                     |
| 金牌 | 張雅佳 李佳勳 林家嫻 李姵萱                             | 游泳     | 女子4x100公尺混合式接力             |
| 金牌 | 巫嘉恩                                                  | 桌球     | 女子單打                            |
| 金牌 | 巫嘉恩 彭郁涵 王毓潔 謝昕融                             | 桌球     | 女子團體                            |
| 金牌 | 鄭筑升 黃冠憲 周宥翔 楊宜璋 吳芸綺 孫亮晴 陳妍妃 周芸安 | 羽球     | 混合團體賽                          |
| 金牌 | 鄭筑升                                                  | 羽球     | 男子單打                            |
| 金牌 | 孫亮晴 陳妍妃                                           | 羽球     | 女子雙打                            |
| 金牌 | 陳冠守                                                  | 網球     | 男子單打                            |
| 金牌 | 周曉風 黃政閔                                           | 網球     | 男子雙打                            |
| 金牌 | 陳冠守 黃政閔 周曉風                                    | 網球     | 男子團體                            |
| 金牌 | 蔡宇魁                                                  | 跆拳道   | 男子個人組-自由品勢                 |
| 金牌 | 陳孝澤                                                  | 跆拳道   | 男子個人組-公認品勢                 |
| 金牌 | 張以諠                                                  | 跆拳道   | 女子個人組-自由品勢                 |
| 金牌 | 王婕菱                                                  | 跆拳道   | 對打女子組-44公斤級                 |
| 金牌 | 王薇嘉                                                  | 跆拳道   | 對打女子組-68公斤級                 |
| 金牌 | 蔡宇魁 張以諠                                           | 跆拳道   | 混合雙人組-自由品勢                 |
| 金牌 | 陳孝澤 林暐庭                                           | 跆拳道   | 混合雙人組-公認品勢                 |
| 金牌 | 張立宏                                                  | 空手道   | 男子個人型：17歲到18歲組            |
| 金牌 | 高勻芮                                                  | 柔道     | 女子40公斤級                        |
| 金牌 | 申欣靄                                                  | 拳擊     | 女子52公斤級                        |
| 金牌 | 王芷嫻                                                  | 拳擊     | 女子57公斤級                        |
| 金牌 | 楊雅雯                                                  | 拳擊     | 女子63公斤級                        |
| 金牌 | 曾怡瑄                                                  | 角力     | 自由式-女子53公斤級                 |
| 金牌 | 李讓                                                    | 擊劍     | 男子個人銳劍                        |
| 金牌 | 洪莉翔                                                  | 擊劍     | 女子個人銳劍                        |
| 銀牌 | 詹豪傑                                                  | 射箭     | U18反曲弓-男子個人                  |
| 銀牌 | 江育彤                                                  | 射箭     | U18反曲弓-女子個人                  |
| 銀牌 | 黃潮鴻                                                  | 田徑     | 男子標槍                            |
| 銀牌 | 林沛萱                                                  | 田徑     | 女子跳高                            |
| 銀牌 | 戴佑芩                                                  | 田徑     | 女生標槍（500g）                    |
| 銀牌 | 吳祐嘉                                                  | 游泳     | 男子50公尺蛙式                      |
| 銀牌 | 張喬禕                                                  | 游泳     | 男子100公尺蛙式                     |
| 銀牌 | 張雅佳                                                  | 游泳     | 女子50公尺仰式                      |
| 銀牌 | 林家嫻                                                  | 游泳     | 女子200公尺混合式                   |
| 銀牌 | 李姵萱                                                  | 游泳     | 女子50公尺自由式                    |
| 銀牌 | 張雅佳 吳祐嘉 張喬禕 李姵萱                             | 游泳     | 男女4x100混合式接力                 |
| 銀牌 | 徐絃家 曾子彧 劉士銘 洪敬愷                             | 桌球     | 男子團體                            |
| 銀牌 | 彭郁涵                                                  | 桌球     | 女子單打                            |
| 銀牌 | 蔡雨耘 曾睦潔                                           | 網球     | 女子雙打                            |
| 銀牌 | 萬奕彣 曾睦潔 蔡雨耘                                    | 網球     | 女子團體                            |
| 銀牌 | 葉瑀綺                                                  | 跆拳道   | 對打女子組-49公斤級                 |
| 銀牌 | 楊秀英                                                  | 柔道     | 女子48公斤級                        |
| 銀牌 | 彭家豐                                                  | 拳擊     | 男子51公斤級                        |
| 銀牌 | 吳定傑                                                  | 霹靂舞   | 男子組                              |
| 銀牌 | 林家翔                                                  | 帕拉羽球 | 男子單打                            |
| 銀牌 | 劉彥甫                                                  | 競技體操 | 男子地板項目                        |
| 銅牌 | 黃鑫                                                    | 射箭     | U18反曲弓-男子個人                  |
| 銅牌 | 陳以錡                                                  | 射箭     | U18反曲弓-女子個人                  |
| 銅牌 | 吳祐嘉                                                  | 游泳     | 男子100公尺蛙式                     |
| 銅牌 | 吳祐嘉                                                  | 游泳     | 男子200公尺蛙式                     |
| 銅牌 | 吳祐嘉 吳亮昀 張喬禕 范振惟                             | 游泳     | 男子4x100公尺混和式接力             |
| 銅牌 | 張雅佳                                                  | 游泳     | 女子100公尺仰式                     |
| 銅牌 | 林家嫻                                                  | 游泳     | 女子400公尺混合式                   |
| 銅牌 | 李姵萱                                                  | 游泳     | 女子100公尺自由式                   |
| 銅牌 | 李佳勳                                                  | 游泳     | 女子100公尺蛙式                     |
| 銅牌 | 劉士銘                                                  | 桌球     | 男子單打                            |
| 銅牌 | 徐絃家                                                  | 桌球     | 男子單打                            |
| 銅牌 | 周宥翔 黃冠憲                                           | 羽球     | 男子雙打                            |
| 銅牌 | 吳芸綺                                                  | 羽球     | 女子單打                            |
| 銅牌 | 魏宏祐                                                  | 跆拳道   | 對打男子組-63公斤級                 |
| 銅牌 | 蔡昇良                                                  | 跆拳道   | 對打男子組-73公斤級                 |
| 銅牌 | 林芯彤                                                  | 跆拳道   | 對打女子組-63公斤級                 |
| 銅牌 | 林暐庭                                                  | 跆拳道   | 女子個人組-公認品勢                 |
| 銅牌 | 郭恩瑜                                                  | 空手道   | 女子個人型：14歲到16歲組            |
| 銅牌 | 石愛玲                                                  | 空手道   | 女子個人對打：17歲到18歲組-55公斤級 |
| 銅牌 | 李凱伊                                                  | 角力     | 自由式-女子57公斤級                 |
| 銅牌 | 陳芊卉                                                  | 霹靂舞   | 女子組                              |
| 銅牌 | 吳定傑 陳芊卉                                           | 霹靂舞   | 混合雙人組                          |
| 銅牌 | 陳柏佑                                                  | 帕拉游泳 | 男子50公尺仰式S11                   |

## 射箭

### U18反曲弓
團體
- 男子組（黃鑫、詹豪杰、徐晧哲）：排名賽（1907分，排名第一），淘汰賽（ 金牌）
- 女子組（許芯慈、陳以錡、江育彤）：排名賽（1911分，排名第一），淘汰賽（ 金牌）

個人
- 男子組：
  - 徐皓哲：排名賽（633分，排名第三），淘汰賽（ 金牌）
  - 詹豪杰：排名賽（633分，排名第四），淘汰賽（ 銀牌）
  - 黃鑫：排名賽（641分，排名第一），淘汰賽（ 銅牌）

- 女子組：
  - 許芯慈：排名賽（654分，排名第一），淘汰賽（ 金牌）
  - 江育彤：排名賽（625分，排名第三），淘汰賽（ 銀牌）
  - 陳以錡：排名賽（632分，排名第二），淘汰賽（ 銅牌）

雙人
- 混雙（黃鑫、許芯慈）：排名賽（1295分，排名第一），淘汰賽（ 金牌）

## 田徑
男子組
- 吳育廷：男子110公尺跨欄（13.45， 金牌）
- 黃潮鴻：男子標槍（73.29公尺， 銀牌）
- 林盧品均：男子鏈球5公斤（66.41公尺，第五名）[10]
- 熊晨佑
- 陳冠穎

女子組
- 楊玫玫（女子200公尺，第七名）
- 朱婕瑀（女子2000公尺障礙，第七名）
- 林沛萱：
  - 女子跳高：1.80公尺（ 銀牌，達標亞錦賽）
  - 女子100公尺跨欄（第四名）
- 江靜緣：
  - 女子鉛球（3kg）：19.50公尺（ 金牌，破大會紀錄）
  - 女子鐵餅：50.32公尺（ 金牌）
- 戴佑芩：女生標槍（500g）（ 銀牌）

## 游泳

### 男子組
- 吳祐嘉：
  - 男子50公尺蛙式：28.41（ 銀牌）
  - 男子100公尺蛙式：1:03.00（ 銅牌）
  - 男子200公尺蛙式：2:19.94（ 銅牌）
- 吳亮昀：
  - 男子50公尺仰式：26.37（ 金牌）
- 張喬禕：
  - 男子100公尺蛙式：1:02.77（ 銀牌）
  - 男子200公尺蛙式：2:15.71（ 金牌）
- 吳祐嘉、吳亮昀、張喬禕、范振惟：
  - 男子4x100公尺混和式接力：3:46.19（ 銅牌）

### 女子組
- 張雅佳：[11]
  - 女子50公尺仰式：29.29（ 銀牌）
  - 女子100公尺仰式：1:03.09（ 銅牌）
  - 女子200公尺仰式（第4名）
- 林家嫻：
  - 女子200公尺混合式：2:21.41（ 銀牌）
  - 女子400公尺混合式：4:59.49（ 銅牌）
  - 女子800公尺自由式
- 李姵萱：
  - 女子50公尺自由式：26.34（ 銀牌）
  - 女子100公尺自由式：58.02（ 銅牌）
- 李佳勳：
  - 女子100公尺蛙式：1:12.07（ 銅牌）
  - 女子200公尺蛙式：2:31.18（ 金牌，達標2026年名古屋亞運）
- 張雅佳、李佳勳、林家嫻、李姵萱：
  - 女子4x100公尺混合式接力（4:15.60， 金牌）
  - 女子4x100公尺自由式接力（第五名）

### 混合組
- 張雅佳、吳祐嘉、張喬禕、李姵萱：
  - 男女4x100混合式接力：3:59.64（ 銀牌）

## 競技體操
- 男選手：陳祥翰、蕭宇倫、劉彥甫（男子地板項目， 銀牌）、李明亮、李宏文
- 女選手：吳彧之、王子芹、張寧夏、蔡艾瑄、李佳蔚

## 韻律體操
- 女選手：江亞芸、王啟薰、蔡雅亘、劉玟秀

## 籃球（3對3）

### 男子組
- 選手：楊景翔、張緯楷、林亮宏、歐瑞克
  - 小組賽（B組第一）：5勝1敗
    - 巴林3（勝，18-9）、菲律賓（敗，6-13）、泰國（勝，19-7）
    - 尼泊爾1（勝，22-7）、尼日（勝，17-10）、斯洛維尼亞2（勝，11-8）

  - 十六強賽：義大利（敗，8-14）
    - 最終排名：第十名

### 女子組
- 選手：吳欣穎、王若妍、彭郁榛、潘陳家姍
  - 小組賽（C組第三）：5勝2敗
    - 巴西（勝，11-5）、烏干達（勝，13-3）、羅馬尼亞（敗，9-11）
    - 北馬其頓（勝，21-0）、巴林2（勝，19-2）、英格蘭（勝，12-9）、中國（敗，9-21）

  - 十六強賽：烏克蘭（勝，15-14）
  - 八強賽：法國（敗，8-12）
    - 最終排名：第六名

## 桌球

### 男子組
個人
- 劉士銘：男子單打（ 銅牌）
- 徐絃家：男子單打（ 銅牌）

團體
- 男子團體：徐絃家、曾子彧、劉士銘、洪敬愷
  - 小組賽（D組第一）：5勝0敗
    - 義大利（勝）、巴林5（勝）、保加利亞（勝）、烏干達2（勝）、美國（勝）

  - 八強賽：巴西（勝，4-0）
  - 準決賽：英格蘭（勝，4-1）
  - 決賽：羅馬尼亞（敗，1-4）
    - 最終結果： 銀牌

### 女子組
個人
- 巫嘉恩：女子單打（ 金牌）
- 彭郁涵：女子單打（ 銀牌）

團體
- 女子團體：巫嘉恩、彭郁涵、王毓潔、謝昕融
  - 小組賽（J組第一）：4勝0敗
    - 義大利（勝）、亞塞拜然（勝）、英格蘭1（勝）、尼泊爾（勝）

  - 八強賽：巴西（勝，4-0）
  - 準決賽：英格蘭（勝，4-0）
  - 決賽：中國（勝，4-1）
    - 最終結果： 金牌

## 羽球

### 混合團體賽
- 男選手：鄭筑升、黃冠憲、周宥翔、楊宜璋
- 女選手：吳芸綺、孫亮晴、陳妍妃、周芸安
  - 小組賽（C組第一）：3勝0敗（225-70）
    - 巴林2（勝，75-13）、烏干達（勝，75-20）、烏克蘭（勝，75-37）

  - 八強賽：烏克蘭（勝，75-38）
  - 準決賽：阿拉伯聯合大公國1（勝，75-63）
  - 決賽：中國（勝，75-68）
  - 賽果： 金牌

### 男子組
- 鄭筑升：男子單打（ 金牌）
- 周宥翔、黃冠憲：男子雙打（ 銅牌）

### 女子組
- 吳芸綺：女子單打（ 銅牌）
- 孫亮晴、陳妍妃：女子雙打（ 金牌）

### 混合組
- 楊宜璋、周芸安：混合雙打（十六強）

## 網球

### 男子組
個人
- 陳冠守：男子單打（ 金牌）[12]

雙人
- 周曉風、黃政閔：男子雙打（ 金牌）

團體
- 男子團體：陳冠守、黃政閔、周曉風
  - 小組賽（A組第一，3勝0敗）：印度1（勝，3-0）、比利時2（勝，2-1）、智利3（勝，3-0）
  - 準決賽：比利時1（勝，2-0）
  - 決賽：中國（勝）
    - 最後結果： 金牌

### 女子組
個人
- 萬奕彣：女子單打（第四名）

雙人
- 蔡雨耘、曾睦潔：女子雙打（ 銀牌）

團體
- 女子團體：萬奕彣、曾睦潔、蔡雨耘
  - 小組賽（B組第一，2勝0敗）：巴林（勝，3-0）、法國（勝，3-0）
  - 準決賽：土耳其（勝，2-1）
  - 決賽：中國（敗）
    - 最後結果： 銀牌

## 跆拳道

### 男子組
- 蔡宇魁（男子個人組-自由品勢， 金牌）
- 陳孝澤（男子個人組-公認品勢， 金牌）
- 魏宏祐（對打男子組-63公斤級， 銅牌）
- 蔡昇良（對打男子組-73公斤級， 銅牌）
- 黃友邑
- 王韋鈞
- 林冠宇

### 女子組
- 張以諠（女子個人組-自由品勢， 金牌）
- 王婕菱（對打女子組-44公斤級， 金牌）
- 王薇嘉（對打女子組-68公斤級， 金牌）
- 葉瑀綺（對打女子組-49公斤級， 銀牌）
- 林芯彤（對打女子組-63公斤級， 銅牌）
- 林暐庭（女子個人組-公認品勢， 銅牌）
- 陳妍蓁

### 混合組
- 蔡宇魁、張以諠（混合雙人組-自由品勢， 金牌）
- 陳孝澤、林暐庭（混合雙人組-公認品勢， 金牌）

## 空手道

### 男子組
- 張立宏（男子個人型：17歲到18歲組， 金牌）
- 石柏允（男子個人對打：17歲到18歲組-65公斤級）
- 全凱成（男子個人對打：17歲到18歲組-75公斤級）

### 女子組
- 郭恩瑜（女子個人型：14歲到16歲組， 銅牌）
- 石愛玲（女子個人對打：17歲到18歲組-55公斤級， 銅牌）
- 董庭妤（女子個人對打：17歲到18歲組-60公斤級）

## 柔道

### 男子組
- 柯泊爾（男子60公斤級）
- 陳宥恩（男子66公斤級，第七名）

### 女子組
- 高勻芮（女子40公斤級， 金牌）[13]
- 林妶（女子44公斤級，第五名）
- 楊秀英（女子48公斤級， 銀牌）[14]
- 李禮雪（女子57公斤級）

## 拳擊

### 男子組
- 彭家豐（男子51公斤級， 銀牌）
- 吳林詠叡（男子57公斤級，第五名）
- 陳柏諺（男子63公斤級，第五名）

### 女子組
- 申欣靄（女子52公斤級， 金牌）
- 王芷嫻（女子57公斤級， 金牌）
- 楊雅雯（女子63公斤級， 金牌）

## 角力

### 男子組
- 鍾俊華（自由式-男子55公斤級，第七名）
- 周宇恩（自由式-男子60公斤級，第十五名）

### 女子組
- 曾怡瑄（自由式-女子53公斤級， 金牌）
- 李凱伊（自由式-女子57公斤級， 銅牌）

## 擊劍

### 男子組
- 李讓（男子個人銳劍， 金牌）
- 陳信安（男子個人銳劍，第十二名）
- 陳宣豪（男子個人花劍，第五名）

### 女子組
- 洪莉翔（女子個人銳劍， 金牌）
- 李思嫻（女子個人花劍，第六名）
- 張皇美子（女子個人花劍，第八名）

## 霹靂舞
- 吳定杰（男子組， 銀牌）
- 陳芊卉（女子組， 銅牌）
- 吳定杰、陳芊卉（混合雙人組， 銅牌）

## 帕拉田徑
- 吳俊佑：
  - 最佳精神運動員獎[15]
  - 男子100公尺短跑
  - 男子跳遠（第8名）
- 徐浩銓
- 陳薇雅

## 帕拉游泳
- 陳柏佑：
  - 男子50公尺仰式S11（ 銅牌）
  - 男子50公尺自由式
  - 男子200公尺自由式（第6名）
- 陳禮詮
- 林煒晟
- 鄭恩翔

## 帕拉羽球
- 林家翔（男子單打， 銀牌）[16]
- 吳于嫣